# Grenoble Foot 38
Grenoble Foot 38 is een Franse voetbalclub uit Grenoble, opgericht in 1892. Ze promoveerde in 2018 naar de Ligue 2. De 38 in de naam komt van het departementsnummer van Isère. De club speelt in het blauw en wit, en de thuisbasis is sinds februari 2008 het Stade des Alpes. In november 2004 werd de club verkocht aan investeerders uit Japan. Zo werd GF38, zoals de club ook genoemd wordt, de eerste Franse club die in handen viel van buitenlandse investeerders. De club steeg snel naar de hoogste klasse, maar belandde even snel weer in de lagere reeksen.

## Geschiedenis

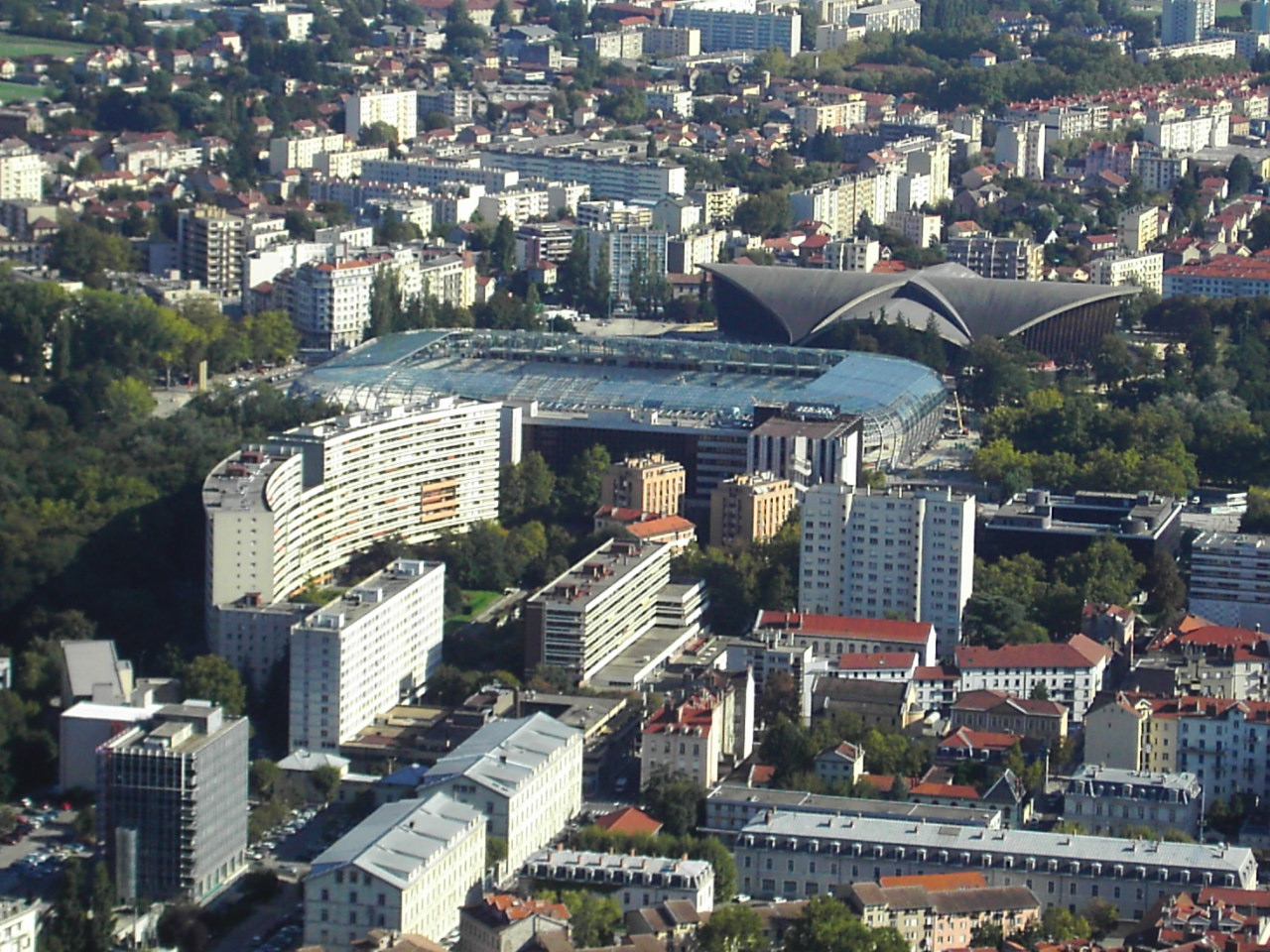
Stade des Alpes.

De club werd in 1892 als FC Grenoble gesticht. De club speelde slechts 3 seizoenen in de eerste klasse (1942/43, 1960/61, 1962/63). In 2008 werd de club derde in de Ligue 2 en promoveerde zo na 45 jaar opnieuw naar de hoogste klasse.
Grenoble begon uitstekend aan het nieuwe seizoen bij de elite en won meteen van FC Sochaux en Stade Rennais en kwam na twee speeldagen al alleen aan de leiding. Het geluk bleef echter niet duren en de club zakte weg naar de middenmoot en eindigde uiteindelijk op een respectabele dertiende plaats. Het seizoen 2009/10 werd een catastrofe. De club verloor de eerste elf competitiewedstrijden. Op de twaalfde speeldag speelde de club gelijk tegen AS Monaco en evenaarde zo niet het record van Manchester United dat in 1930/31 de eerste twaalf wedstrijden verloor. De club degradeerde naar de Ligue 2, waar het in het seizoen 2010/11 op een laatste plaats eindigde. Wegens financiële problemen kreeg de club er begin juli nog een tweede degradatie bij en daarna zelfs nog een derde waardoor de club op twee jaar tijd van de eerste naar de vijfde klasse tuimelt. In 2012 promoveerde de club weer naar de CFA, waar ze meteen in de top vijf eindigden. De club streed elk jaar om de titel, maar kon deze pas in 2017 veroveren en zo terug naar het profvoetbal promoveren. Ook in 2018 slaagde de club erin te promoveren.

## Erelijst
- Ligue 2 (2x)

Winnaar: 1960, 1962
- Championnat National

Winnaar: 2001
- Coupe de France

Kwartfinalist: 1953, 2001, 2005
- Alpen Cup

Finalist: 1962
- Championnat de France (amateur)

Winnaar: 2017 (Groep C)

## Naamsveranderingen
- 1892-1977 Football Club de Grenoble
- 1977-1984 Football Club Association Sportive de Grenoble
- 1984-1990 Football Club de Grenoble Dauphine
- 1990-1992 Football Club de Grenoble Isère
- 1992-1993 Football Club de Grenoble Jojo Isère
- 1993-1997 Olympique Grenoble Isère
- 1997- Grenoble Foot 38

## Supporters

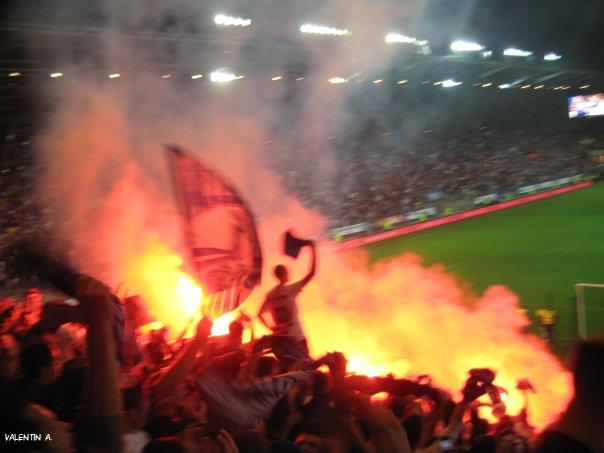
De fanatieke aanhang.

Grenoble Foot 38 staat er om bekend enkele fanatieke supporterskernen te hebben:
- Les Partisans : Deze supportersgroep is aanwezig in het stadion sinds 2005, de leden bevinden zich in de tribunes van het oostvak. De supportersgroep is opgericht door de leden van Les Delphi’s (voormalige supporterskern van Grenoble).
- Les Diables Bleus : De "Blauwe duivels" bestaan sinds 2007. Ze zitten tijdens de wedstrijden in het oostvak, naast het vak van de Partisans.
- Le Red Kaos 94 : De hevigste supportersgroep, opgericht in 1994. De leden zitten in het westvak en zijn de grootste en belangrijkste supporterskern in het stadion. Ze zijn actief aanwezig tijdens zowel de thuis- als uitwedstrijden.

## Eindklasseringen
- 1946 8e
Division Interrégionale
- 1947
Niveau 4
- 1948 1e
Niveau 4
- 1949 6e
Niveau 3
- 1950 9e
Niveau 3
- 1951 6e
Niveau 3
- 1952 7e
Division Interrégionale
- 1953 7e
Division Interrégionale
- 1954 15e
Division Interrégionale
- 1955 19e
Division Interrégionale
- 1956 8e
Division Interrégionale
- 1957 6e
Division Interrégionale
- 1958 19e
Division Interrégionale
- 1959 5e
Division Interrégionale
- 1960 1e
Division Interrégionale
- 1961 17e
Division Nationale
- 1962 1e
Division Interrégionale
- 1963 17e
Division Nationale
- 1964 6e
Division Interrégionale
- 1965 7e
Division Interrégionale
- 1966 10e
Division Interrégionale
- 1967 10e
Division Interrégionale
- 1968 6e
Division Interrégionale
- 1969 9e
Division Interrégionale
- 1970 5e
Division Interrégionale
- 1971 15e
Division Interrégionale
- 1972 14e
Division 3
- 1973 4e
Niveau 4
- 1974 4e
Niveau 4
- 1975 3e
Niveau 4
- 1976 4e
Niveau 4
- 1977 1e
Niveau 4
- 1978 5e
Division 3
- 1979 6e
Division 3
- 1980 3e
Division 3
- 1981 12e
Division 2
- 1982 12e
Division 2
- 1983 9e
Division 2
- 1984 7e
Division 2
- 1985 11e
Division 2
- 1986 18e
Division 2
- 1987 2e
Division 3
- 1988 9e
Division 2
- 1989 11e
Division 2
- 1990 16e
Division 2
- 1991 2e
Division 3
- 1992 17e
Division 2
- 1993 4e
Division 3
- 1994 13e
National 2
- 1995 4e
National 2
- 1996 5e
National 1
- 1997 18e
National 1
- 1998 3e
National 2
- 1999 1e
CFA
- 2000 4e
National
- 2001 1e
National
- 2002 16e
Division 2
- 2003 12e
Ligue 2
- 2004 15e
Ligue 2
- 2005 11e
Ligue 2
- 2006 10e
Ligue 2
- 2007 5e
Ligue 2
- 2008 3e
Ligue 2
- 2009 13e
Ligue 1
- 2010 20e
Ligue 1
- 2011 20e
Ligue 2
- 2012 1e
CFA2
- 2013 3e
CFA
- 2014 3e
CFA
- 2015 2e
CFA
- 2016 2e
CFA
- 2017 1e
CFA
- 2018 3e
National
- 2019 9e
Ligue 2
- 2020 9e
Ligue 2
- 2021 4e
Ligue 2
- 2022 15e
Ligue 2
- 2023 10e
Ligue 2
- 2024 11e
Ligue 2
- 2025 9e
Ligue 2

- Niveau 1
- Niveau 2
- Niveau 3
- Niveau 4
- Niveau 5

## Bekende (ex-)spelers
| - Laurent Batlles - Pierre Boya - Boštjan Cesar - Marian Damaschin - Wilfried Dalmat - Youri Djorkaeff | - Olivier Giroud - Sho Ito - Nordin Jbari - Daniel Moreira - Masashi Oguro - Terell Ondaan - Sandy Paillot | - Gustavo Poyet - Dante Rigo - Paulo Sérgio - Ibrahima Sonko - Saphir Taïder - Florian Thauvin - Larsen Touré - Sofiane Feghouli |